# Adyar (Chennai)

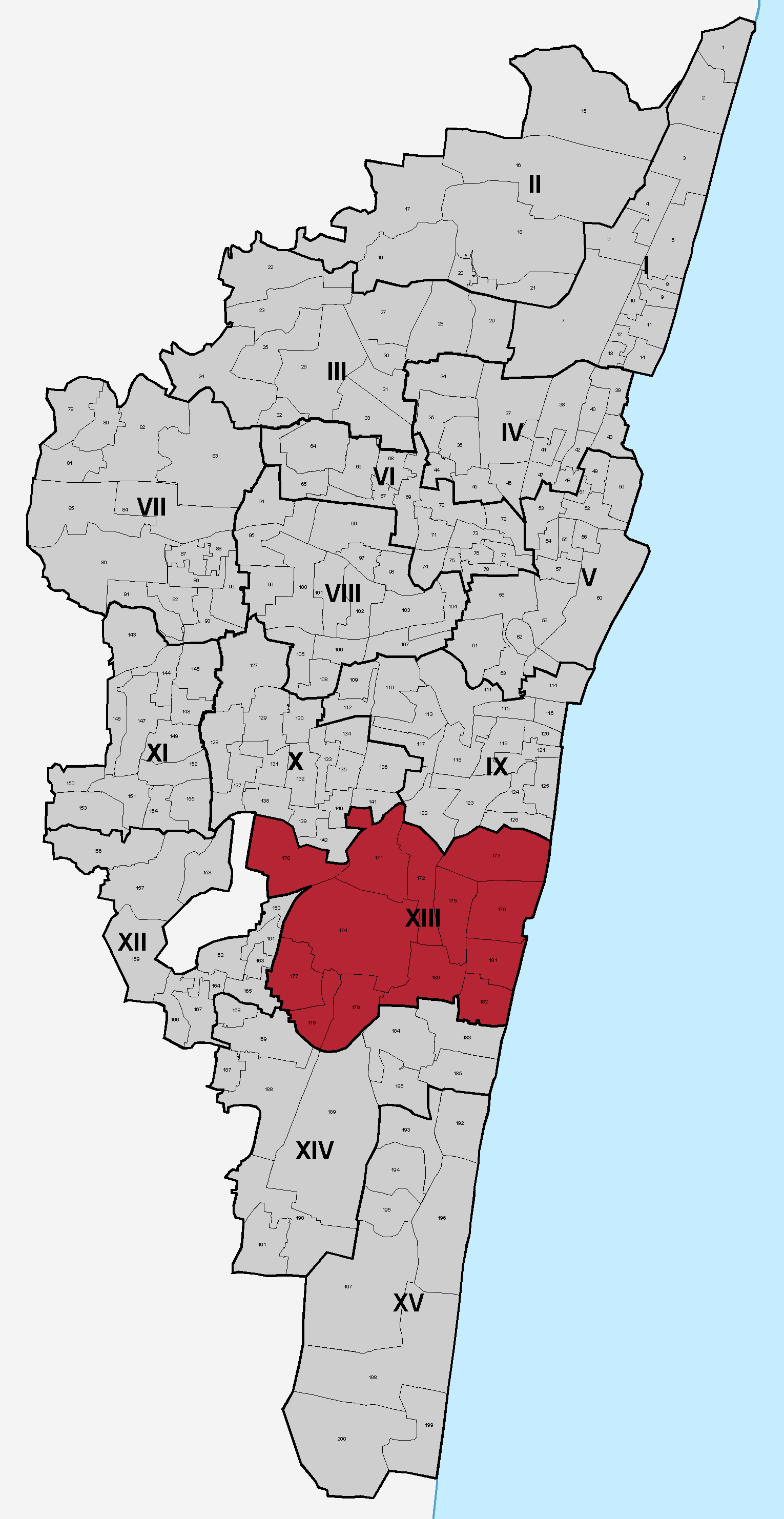
Locatie van Adyar in Chennai

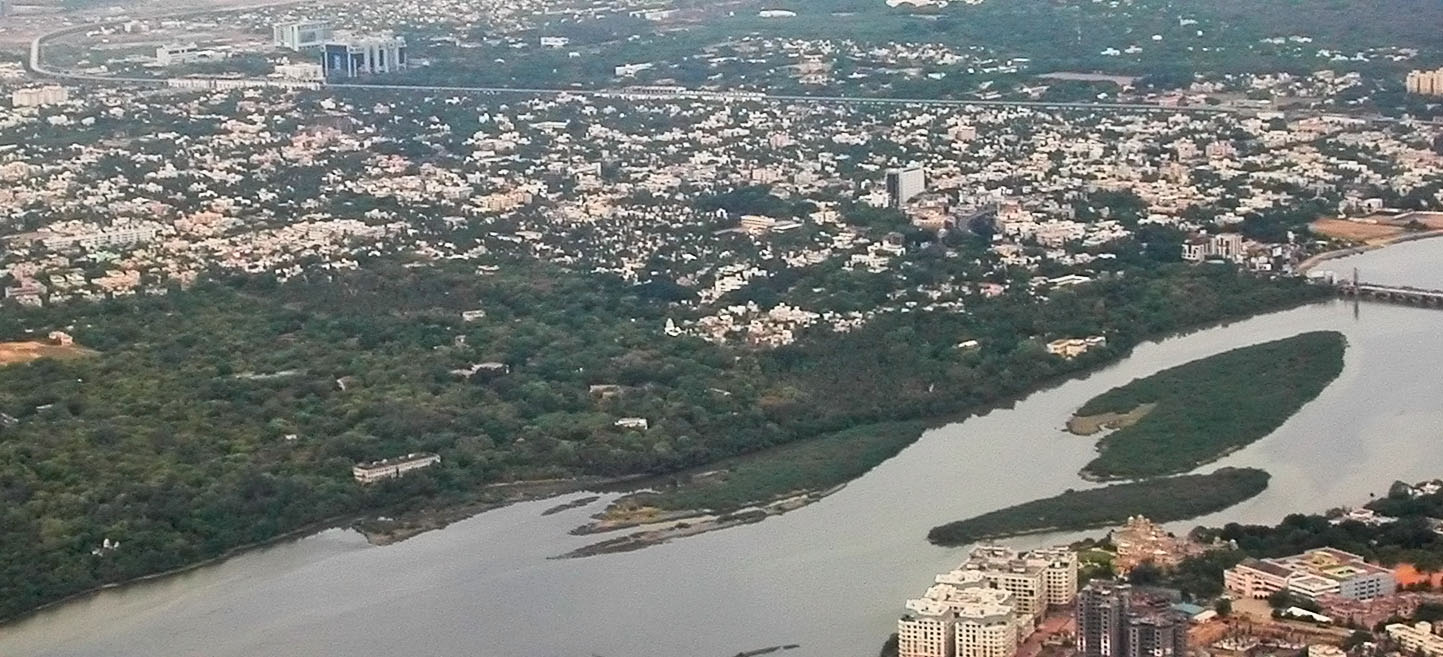
Monding van de rivier de Adyar, met op de voorgrond het domein van de Theosofische Vereniging.

Adyar is een grote wijk in de stad Chennai in de Indiase staat Tamil Nadu.
Het is gelegen aan de rechteroever van de Adyar bij Besant Nagar.
Adyar is onder meer vermaard voor:
- Central Leather Research Institute (grootste ter wereld)
- Theosofische Vereniging
- Hoogtechnologische bedrijven
- Estuarium van de rivier de Adyar met belangrijk ecosysteem